# 8719 Vesmír
(8719) Vesmír, denumire internațională (8719) Vesmir, este un asteroid din centura principală de asteroizi.

## Descriere
8719 Vesmír este un asteroid din centura principală de asteroizi. A fost descoperit pe 11 noiembrie 1995 la Observatorul Kleť par l'Observatorul Kleť. Asteroidul prezintă o orbită caracterizată de o semiaxă mare de 2,64 ua, o excentricitate de 0,20 și o înclinație de 11,9° în raport cu ecliptica.